# 제렛 피터슨
제렛 "스피디" 피터슨(영어: Jeret "Speedy" Peterson, 1981년 12월 12일~2011년 7월 27일)은 미국의 프리스타일 스키 선수로 주 종목은 에어리얼이다. 동계 올림픽에 세 차례(2002년 동계 올림픽, 2006년 동계 올림픽, 2010년 동계 올림픽) 출전했으며 밴쿠버에서 열린 2010년 동계 올림픽에서 프리스타일 스키 남자 에어리얼 부문 은메달을 획득했다.
2011년 7월 27일 유타주 솔트레이크시티와 파크시티 경계에 있는 협곡인 램스캐니언에서 권총으로 자살했다.